# IEEE 802.9
Estándar que pretende integrar servicios de voz y datos en una misma red.

## Objetivos
Los trabajos a cargo del grupo de trabajo IEEE 802.9 son los siguientes:
- Desarrollar un sistema integrado de voz/datos y la interfaz entre el servicio de control de acceso al medio (MAC) y las capas físicas que sean compatibles con otras normas IEEE 802 y las normas RDSI.

- Desarrollar una interfaz que opere independientemente de la red troncal.

- Concentrarse en el uso de par trenzado no apantallado (UTP) como medio de distribución primaria. Este punto es especialmente importante debido a la capacidad de interferencias cercanas en UTP, el ancho de banda y el exceso de capacidad que está presente normalmente en UTP utilizado en aplicaciones tales como la voz.

Para una implementación exitosa, el estándar 802.9 también debe:
- Ser atractivo tanto para los fabricantes como para los usuarios desde los puntos de vista económico, la instalación y el funcionamiento de la red.

- Apoyo a la calidad del servicio de voz disponible hoy en día y las mejoras esperadas en el futuro.

- Permitir la implementación de una serie de aplicaciones tanto centralizados (por ejemplo, la conexión a la red telefónica a través de una centralita privada) y aplicaciones distribuidas (por ejemplo, acceso a bases de datos compartidas a través de LAN por servidores y equipos.)

A finales de 1990, el estándar IVDLAN estaba casi terminado pero el apoyo de la industria había caído tanto que el proyecto fue terminado. Como RDSI y aplicaciones multimedia cada vez estaban más disponibles, sin embargo, un nuevo entusiasmo se encontró para este trabajo. Cambio del nombre de Servicios Integrados en LAN (ISLAN), el estándar 802.9 fue aprobado como un estándar en el otoño de 1993 y la participación de los proveedores en esta actividad sugiere que los productos estarán disponibles en 1995.

## Descripción general del protocolo 802.9
La interfaz de 802,9 debe proporcionar soporte para una serie de servicios diferentes, dependiendo de la aplicación de usuario y el canal que está siendo utilizado. Por esta razón, varios protocolos diferentes que son compatibles corresponden a la capa de enlace de datos OSI:
- El canal-P es un canal de datos de paquetes que usan un esquema de MAC y formato de trama específico para el estándar 802,9. Al igual que otras LAN IEEE 802 (y FDDI ANSI), el IEEE 802,2 Control de Enlace Lógico (LLC) actúa como protocolo de la subcapa superior de la capa de enlace de datos en el canal P.

- El canal D 802,9 es esencialmente el mismo que el canal D ISDN. Por lo tanto, la unidad de acceso 802,9 usará el protocolo de datos mismo enlace como ISDN, a saber, los procedimientos de acceso de enlace para el canal D (LAPD). El control de los servicios de B-y C-canal se realiza mediante los procedimientos básicos de control de llamadas RDSI, que se describen en la ITU-TSS Q.930.

- Los canales B y C se utilizan para transportar flujos de bits relacionados con los servicios portadores solicitados. Como en ISDN, sin capa de enlace de datos se especifica para canales portadores desde cualquier protocolo puede ser utilizado sobre una base de extremo a extremo. El canal B fue pensado originalmente para cualquier servicio isócrono de 64 kbps, tales como voz digital, pero su alcance se ha ampliado para incluir otros servicios en modo circuito, tales como conmutación de 56 y 64 kbps de datos digitales. El canal C, como ISDN canal-H, los canales de banda ancha son isócronos de alta velocidad de paquetes,  como transferencias de alta velocidad de datos, servicios de vídeo y transferencias de imágenes.

## Evolución
Durante la década de los 80, el uso de las redes de área local creció a un ritmo muy elevado. A finales de 1980, el usuario pudo experimentar que las aplicaciones necesitaban un ancho de banda y procesadores más potentes. A media que el número de ordenadores en la red fue creciendo, también creció la medida en la que el usuario necesitaba de un mayor ancho de banda. Este incremento en el uso de la red dio lugar a segmentar las LAN y su tamaño medio empezó a disminuir. Por lo que debido a esto, se creó la necesidad de interconectar las redes a través de campus y redes de área amplia.
A mediados de la década de los 80, salió a la luz la Red Digital de Servicios Integrados (RDSI). Esto introdujo la posibilidad de integrar la voz y los datos en una sola red, lo que a largo plazo proporciona ventajas económicas para el cliente y el proveedor del servicio. Solo sería necesario una toma para RDSI en lugar de tener tomas separadas para voz y datos, por lo que el proveedor del servicio solo tiene que mantener y administrar una red en lugar de dos.
En febrero de 1986, el comité ejecutivo formado por un grupo especializado en el estudio sobre sistemas integrados de voz/datos (IVD) de soluciones LAN. En un año, la IEEE 802.9 grupo de trabajo que se creó con la misión de proporcionar una interfaz para “Unificar las redes LAN y RDSI”. El grupo comenzó a definir el estándar IVDLAN, compatible con la IEEE 802 ya existentes para LAN y la Unión Internacional de Telecomunicaciones en el Sector de la Normalización (UIT TSS, anteriormente CCITT) las normas RDSI, arquitecturas y servicios.
Proyecto 20 (17 de mayo de 1993) del estándar IEEE 802.9 fue propuesto para votación por carta en agosto de 1993. Se ha superado con éxito la fase de votación y se estableció como un estándar oficial de IEEE en el otoño de 1993.
Aunque no haya productos ISLAN ni hayan aparecido en el mercado, varias empresas participaron activamente en el proceso del estándar IEEE 802,9 y han expresado su interés en el desarrollo de estos productos, incluyendo AT & T Paradyne (Largo, FL), Ericsson (Anaheim, CA), Hitachi América (Brisbane, CA), IBM (Boca Raton, FL), LUXCOM (Fremont, CA), National Semiconductor (Santa Clara, CA), y NEC (Princeton, NJ). 
Es importante señalar que los productos estándar 802.9 e ISLAN no pueden estar solos, ya que están conceptualmente asociados con RDSI y RDSI-BA. El desarrollo de estos productos solo tendrá éxito si hay despliegue en ATM o redes de área amplia.